# Artère centrale de la rétine

Les vaisseaux rétiniens

L'artère centrale de la rétine est une artère systémique terminale de la tête. Elle vascularise la rétine.

## Origine
L'artère centrale de la rétine est la première branche majeure de l'artère ophtalmique qui nait dans l'orbite sur le côté médial de l'artère d'origine.

## Trajet
L'artère centrale de la rétine pénètre la gaine du nerf optique dix à quinze millimètres en arrière du globe oculaire pour cheminer à l'intérieur du nerf jusqu'à l’œil. 
Elle contribue à la vascularisation du nerf optique et vascularise la rétine jusqu'à l'ora serrata.

### Remarque
La nomenclature anatomique TA98 distingue la partie extra-oculaire et la partie intra-oculaire de l'artère centrale de la rétine.

## Terminaison
L'artère centrale de la rétine se termine en s'épanouissant en quatre artères :
- l'artériole temporale supérieure de la rétine qui vascularise la partie latérale et supérieure de la rétine,
- l'artériole temporale inférieure de la rétine qui vascularise la partie latérale et inférieure de la rétine,
- l'artériole nasale supérieure de la rétine qui vascularise la partie médiale et supérieure de la rétine,
- l'artériole nasale inférieure de la rétine qui vascularise la partie médiale et inférieure de la rétine.

Les artérioles temporales donnent les artérioles maculaires qui forment un cercle vasculaire autour de la fovéa, celle-ci restant avasculaire sur 450 à 600 µm de diamètre.

## Aspect clinique
L'artère centrale de la rétine étant une artère terminale, l’occlusion de celle-ci ou d'une de ses branches entraîne une perte de vision des territoires concernés.